# Luca Gammaitoni
Luca Gammaitoni (Perugia, 16 giugno 1961) è un fisico e saggista italiano. 
Soprattutto noto come ricercatore nel campo del rumore e del sistema non lineare, è direttore del Noise in Physical System Laboratory (NiPS Lab) presso il Dipartimento di Fisica dell'Università di Perugia.

## Carriera
Si è laureato in Fisica presso l'Università di Perugia e ha conseguito il dottorato di ricerca in fisica presso l'Università di Pisa nel 1991 (relatore S. Santucci). La sua tesi era intitolata "Risonanza stocastica". Attualmente è professore alla Facoltà di Fisica dell'università perugina ed è anche fondatore di Wisepower srl, un'azienda consociata all'ateneo, focalizzata sulla progettazione e la prototipazione di un generatore di microenergia (e detengono i brevetti sulla tecnologia di conversione non lineare da vibrazione a elettricità). Ha scritto più di trecento articoli su riviste scientifiche e alcuni saggi.

### NiPS
Il laboratorio Noise in Physical Systems (NiPS) è una struttura di ricerca all'interno del Dipartimento di Fisica dell'Università di Perugia, atto ad analizzare e studiare i sistemi fisici in presenza di rumore. L'interesse scientifico spazia dalla modellazione dinamica non lineare stocastica alle misurazioni del rumore termico.

## Pubblicazioni parziali
- L. Gammaitoni, The Physics of Computing, Springer, 2021.
- F. Cottone, H. Vocca, L. Gammaitoni, Nonlinear Energy Harvesting, Phys. Rev. Lett., 02/2009, Volume 102, Issue 080601, (2009)
- L. Gammaitoni; P. Hänggi, P. Jung, F. Marchesoni, Stochastic Resonance: A remarkable idea that changed our perception of noise, EUROPEAN PHYSICAL JOURNAL B, 05/2009, Volume 69, Issue 1, p. 1-3, (2009)
- L. Gammaitoni, Noise limited computational speed, Applied Physics Letters, 11/2007, Volume 91, p. 3, (2007)
- L. Gammaitoni, P. Hänggi, P. Jung, F. Marchesoni, Stochastic resonance, Reviews of Modern Physics, Volume 70, Edizione 1, p. 223 - 287, (1998)
- A. R. Bulsara e L. Gammaitoni, Tuning in to noise, Physics Today 49(3): 39-45, 1996.